# Jacques Vieau
Jacques Vieau, né Jacques LeVieux, dit Vieau, en 1757 près de Montréal au Canada et mort en 1852 à Howard au Wisconsin, est un coureur des bois Canadien-français. Il est connu pour avoir été le premier colon permanent de Milwaukee aux États-Unis. 
Vieau épousa Angélique Roy en 1786, la petite-fille du chef Potawatomi, Anaugesa, à Green Bay, avec laquelle il eut au moins douze enfants. Employé dans la compagnie du Nord-Ouest, il établit un poste de traite qui deviendra Milwaukee en 1795, en plus des postes de Kewaunee, Manitowoc et Sheboygan.
En 1818, Vieau engagea un autre Canadien-français appelé Salomon Juneau, qui épousa la fille de Vieau, Josette, et vint plus tard fonder ce qui allait devenir la ville de Milwaukee.

## Origines Familiales
Jacques est un descendant direct du fils de Claire Levieux, infirmière française et Filles du Roi, installée dans la ville de Québec, en Nouvelle-France, et une des unions avec une femme des Algonquins, ou Anishinaabeg de l`Ontario.
L'école élémentaire Vieau et la rue Vieau de Milwaukee sont nommées en son honneur.